# 克里斯蒂安·奥尔松
克里斯蒂安·奥尔松（瑞典語：Christian Olsson，1980年1月25日—）是瑞典田径运动员，主项为跳高和三级跳远。至今为止，奥尔松获得过一枚奥运会金牌，三枚世界田径锦标赛金牌和两枚欧洲田径锦标赛金牌。

## 运动生涯
奥尔松出生在瑞典哥德堡，在蒙道尔的林多姆度过了他的少年时代。
1995年，第五届世界田径锦标赛在奥尔松的家乡-瑞典哥德堡举行，在目睹了英国三级跳远名将打破三级跳远世界纪录（18.29米）后，奥尔松开始对三级跳远产生了兴趣。
2001年，奥尔松参加了在加拿大埃德蒙顿举行的第八届世界田径锦标赛，获得了一枚银牌，开始在国际田径舞台崭露头角。2003年，在法国巴黎举行的第九届世界田径锦标赛上，奥尔松更是惊人地跳出五个决赛最好成绩，轻松夺冠。
2004年3月7日，他在匈牙利布达佩斯举行的第十一届世界室内田径锦标赛跳出17.83米的好成绩，平了世界纪录。同年8月23日雅典奥运会，他跳出17.79米，打破瑞典全国记录，并获得金牌。这样他实现了奥运会、世锦赛（室内和室外）、欧锦赛（室内和室外）的大满贯。
2004年奥运会决赛时，奥尔松的脚受了伤，之后的秋季和冬季伤势加重，使他不能在跳跃时全力以赴。更糟糕的是伤势愈合得很慢，直到2006年初依旧困扰着他。2006年6月，奥尔松伤愈复出首次参加比赛，跳出17.09米的成绩。之后不久的8月，在他的家乡哥德堡举行的欧洲田径锦标赛上，他再度轻松获得该项目的冠军。
奥尔松是室外三级跳远瑞典记录保持者（17.79米），他一共获得7次瑞典三级跳远冠军，并且在国内比赛中，他的跳高成绩也很出色。

## 奖项
2003年，奥尔松和瑞典七项全能名将卡罗琳娜·克吕夫特双双当选欧洲年度最佳田径运动员。
2004年，奥尔松再度获得欧洲年度最佳田径运动员，也是第一位蝉联该奖项的运动员。

## 国际比赛成绩

### 三级跳远
- 奥运会
  - 2004年 雅典 - 17.79米 - 金牌
- 世界田径锦标赛
  - 2003年 巴黎 - 17.72米 - 金牌
  - 2001年 埃德蒙顿 - 17.47米 - 银牌
- 世界室内田径锦标赛
  - 2004年 布达佩斯 - 17.83米 - 金牌
  - 2003年 伯明翰市 - 17.70米 - 金牌
- 欧洲田径锦标赛
  - 2006年 哥德堡 - 17.67米 - 金牌
  - 2002年 慕尼黑 - 17.53米 - 金牌
- 欧洲室内田径锦标赛
  - 2002年 维也纳 - 17.54米 - 金牌
- 欧洲U23田径锦标赛
  - 2001年 阿姆斯特丹 - 17.24米 - 金牌
- 欧洲青年田径锦标赛
  - 1999年 里加 - 16.18米 - 银牌

### 跳高
- 欧洲青年田径锦标赛
  - 1999年 里加 - 2.21米 - 金牌

## 外部連結
- 克里斯蒂安·奥尔松在的頁面
- 克里斯蒂安·奥尔松官方网站 - （瑞典文）
- 奥林匹克运动会官方主页（页面存档备份，存于）
- IAAF - 国际田径联合会（页面存档备份，存于）
- EAA - 欧洲田径联合会（页面存档备份，存于）
- BBC报道-克里斯蒂安·奥尔松获得2004年奥运会三级跳远冠军 （页面存档备份，存于）
- BBC报道-克里斯蒂安·奥尔松获得2003年世界田径锦标赛三级跳远冠军 （页面存档备份，存于）